# 洛江镇
洛江镇（藏語：ནོར་བུ་ཁྱུང་རྩེ་），是中华人民共和国西藏自治区日喀则市白朗县下辖的一个乡镇级行政单位。

## 行政区划
洛江镇下辖以下地区：
觉如村、洛江村、恰嘎村、拉贵村、罗林村、唐觉村、邦岗村、门措村、则嘎村、聂普村、雪布村、宗下村、康萨村、扎林村和彭国村。